# بهومین
بُهومین (به چکی: Bohumín) شهری در منطقه موراویا-سیلزیا کشور جمهوری چک است که جمعیت آن در سال ۲۰۰۷ میلادی ۲۲٫۹۷۴ نفر بوده‌است.